# Cealîșcivka, Burîn
Cealîșcivka (în ucraineană Чалищівка) este un sat în comuna Stepanivka din raionul Burîn, regiunea Sumî, Ucraina.

## Demografie
Componența lingvistică a localității Cealîșcivka
     Ucraineană (99,61%)
     Alte limbi (0,39%)
Conform recensământului din 2001, majoritatea populației localității Cealîșcivka era vorbitoare de ucraineană (99,61%), existând în minoritate și vorbitori de alte limbi.